# 里孜口岸
里孜口岸是中国与尼泊尔的一个边境口岸，位于中华人民共和国西藏自治区日喀则市仲巴县亚热乡境内，与尼泊尔的木斯塘乃琼口岸同位于科里山口，海拔4772米。该口岸距尼泊尔首都加德满都约452公里，距博卡拉相距约251公里。
2023年11月13日，里孜口岸正式开通并投入运行，是中国西藏地区海拔最高的口岸，是继樟木、吉隆、普兰之后，中国与尼泊尔的第四个陆路口岸。